# Andrea Manciulli
Andrea Manciulli (Piombino, 27 novembre 1969) è un politico italiano.

## Biografia
Laureato in Storia moderna all'Università di Pisa, si è avvicinato alla politica in Francia dove si è specializzato in storia sociale e dell'alimentazione all'École des Hautes Études en Sciences Sociales di Parigi. 
Oltre alla storia sociale si è specializzato nella storia militare, studiando in particolare il passaggio dalla guerra medievale alla guerra moderna con l'avvento delle armi da fuoco. Dal 2015 al 2018 è stato consigliere delegato della Fondazione Italia USA.

## Carriera politica
Dopo essersi avvicinato alla politica in Francia, nel 1995 si iscrive al Partito Democratico della Sinistra mentre nel 1997 diventa segretario della federazione Val di Cornia-Elba del PDS.
È segretario regionale dei Democratici di Sinistra dal 2006 al 2007, mentre dall'anno successivo ricopre la stessa carica fino al 2013 per il Partito Democratico della Toscana. 
Considerato vicino politicamente all'ex presidente del consiglio Massimo D'Alema, una volta all'interno del PD ha sostenuto Pier Luigi Bersani alle primarie di "Italia. Bene Comune" del 2012 e Gianni Cuperlo a quelle per la segreteria 2013. Successivamente ha sostenuto Matteo Renzi per le primarie del 2017.
Il 5 giugno 2013 è stato scelto come Responsabile nazionale per la Difesa e l'Europa del Partito Democratico nella nuova Segreteria nazionale dal Segretario Guglielmo Epifani.

### Esordi
Già consigliere provinciale a Livorno, nel 2000 viene eletto consigliere regionale della Toscana per la prima volta; resterà in carica, rieletto in lista con i Democratici di Sinistra prima e con il Partito Democratico poi, fino alle dimissioni del 2013.

### Deputato alla Camera
Eletto, nella lista del PD in Toscana, alla Camera dei deputati alle elezioni del 24 e 25 febbraio 2013, dal 4 novembre dello stesso fino al 25 febbraio 2014 è stato un componente della Commissione permanente IV Difesa; dal 7 maggio 2013 è Vicepresidente della Commissione III Affari Esteri.
Dal novembre 2015 è componente del Comitato permanente sull'attuazione dell'Agenda 2030 e gli obiettivi di sviluppo sostenibile. In precedenza è stato componente del Comitato permanente sulla politica estera e relazioni esterne dell'Unione Europea.
Il 14 maggio 2014 è stato eletto Presidente della Delegazione italiana presso l'Assemblea parlamentare della NATO, di cui faceva già parte dall'anno precedente, succedendo a Federica Mogherini diventata a sua volta Ministro degli esteri del Governo Renzi.

### Attività parlamentare
All'interno dell'attività per l’Assemblea Parlamentare della NATO, nel 2015 è stato nominato relatore del rapporto sul terrorismo di matrice jihadista intitolato "Daesh: La sfida alla sicurezza regionale e internazionale".
Nel 2015 è stato relatore presso la Camera dei deputati del Decreto-legge recante “Misure urgenti per il contrasto del terrorismo” (Dl 18 febbraio 2015, n. 7, convertito in Legge 17 aprile 2015, n. 43).
A gennaio 2016 ha presentato, unitamente all’onorevole Stefano Dambruoso, la proposta di legge "Misure per la prevenzione della radicalizzazione e dell'estremismo jihadista" (A.C.3558).
Nel 2016 e 2017 è relatore della Legge-quadro sulle missioni internazionali.
È stato fondatore, assieme ai deputati Stefano Dambruoso e Deborah Bergamini, dell’intergruppo parlamentare Uniti Contro il Terrorismo.

### Attività successive
Non ricandidato alle elezioni politiche del 2018, ha fondato l'associazione Europa Atlantica di cui è presidente. È stato inoltre nominato presidente della Fondazione Fincantieri, e vicepresidente di Fincantieri con delega ai rapporti con la NATO.